# 南光台
南光台（なんこうだい）とは、宮城県仙台市泉区南東部、青葉区および宮城野区との境にある住宅団地である。昭和30年代後半に、宮城郡泉町の山林や牧場として利用していた土地を関兵精麦株式会社が住宅地として造成した。
町内の主な通りには一条通り、二条通りなど名前がついており、四条通りが街のメインストリートである。

## 概要
現在の小松島四丁目にあたる付近をかつて原町小田原字南光沢といい、その南光沢の高台にあるため南光台と命名された。現在でも東北高校の設置法人名が「学校法人南光学園」であり、南光台とともにその周辺の地名であったことを示している。
南光台は関兵精麦によって1962年から開発に着手され、1970年には南光台小学校も開校した。
団地内の水道は当初、地下水を水源とする簡易水道が設けられていた。だが、経費や地下水枯渇の問題が持ち上がり、泉町（1971年11月市制施行）は1969年に上水道創設事業に着手し、1970年12月以降は仙台市から分水を受け給水を実施。翌年以降は団地の簡易水道を上水道に統合し、各戸に上水道を敷設した。また宮城県が事業主体となって着手した七北田ダムが1974年に完成すると、泉市独自の水がめを獲得することとなり、併せて同ダムを水源とする仙南仙塩広域水道用水供給事業からの受水が決定。南光台にも水道水が安定的に供給される事となった。
屎尿は当初、団地内では業者が汲み取るか、各戸が浄化装置で処理し雨水側溝に放流していた。その後、仙塩流域関連公共下水道事業が国から認可されると、七北田川を境に右岸と左岸に分けて公共下水道への付け替え工事が始まった。そして右岸地区にあたる南光台団地は1983年から一部供用が開始。1986年まで主要幹線が完成し、各戸も公共下水道に順次移行した。
ごみ処理は、当初生ゴミに関しては、収集して家畜の餌に振り分け、その他のごみはコンクリート製のゴミ箱を各地区に配置して収集し、上谷刈丸山地内の沢地に埋立処分していた。だが、次第にそれではごみ処理が追いつかなくなり、1971年に仙台市が泉町松森地区に松森清掃工場を新設した際に、団地内から出るごみの処理も委託することにした。この後、仙台市への委託ではごみ処理はしきれなくなり、泉市独自に1976年に松森地区、1987年に西田中地区に焼却工場を建設して処分にあたった。また、ごみ収集は市の直営で行っていたが、それではさばききれなくなったため、1979年に2つの事業組合の結成を進めて、民間委託方式を導入した。

## 造成前の旧住所
- 南光台一丁目、二丁目
  - 松森字天ヶ沢
- 南光台三丁目、四丁目
  - 松森字天ヶ沢、七北田字堤
- 南光台五丁目、六丁目
  - 松森字天ヶ沢、松森字不動
- 南光台七丁目
  - 松森字前ヶ沢、松森字前坂、松森字明神

## 地区
- 南光台一丁目～七丁目

## 世帯数と人口
2017年（平成29年）4月1日現在の世帯数と人口は以下の通りである。

### 南光台
| 丁目        | 世帯数    | 人口     |
| ----------- | --------- | -------- |
| 南光台1丁目 | 1,279世帯 | 2,241人  |
| 南光台2丁目 | 1,321世帯 | 2,628人  |
| 南光台3丁目 | 859世帯   | 1,682人  |
| 南光台4丁目 | 896世帯   | 1,871人  |
| 南光台5丁目 | 854世帯   | 1,956人  |
| 南光台6丁目 | 978世帯   | 2,184人  |
| 南光台7丁目 | 1,075世帯 | 2,426人  |
| 計          | 7,262世帯 | 14,988人 |

## 学校
- 仙台市立南光台小学校
- 仙台市立南光台中学校

## 交通
- 仙台市営バス